# Edisons 1981
De Edisons 1981 zijn Nederlandse muziekprijzen die op 1 juni 1981 bekend werden gemaakt door de NVPI (overkoepelende organisatie van platenmaatschappijen) en de NVGD (organisatie van Nederlandse platenhandelaren). De uitreiking vond plaats op 8 oktober in het Concertgebouw in Amsterdam door acteur Henk van Ulsen. Deze uitreiking werd gehouden tijdens de eerste Platen-10-daagse, een nieuw evenement om de sterk gedaalde platenverkoop in Nederland van een impuls te voorzien.
In totaal werden 32 albums gehonoreerd in de klassieke en populaire categorieën.

## Winnaars
Internationaal
- Pop: Stevie Wonder voor Hotter Than July
- Pop: The Clash voor Sandinista!
- Vocaal: Steve Winwood voor Arc of a Diver
- Singer/Songwriter: Bruce Springsteen voor The River
- Musical/Film: Paul Simon voor One Trick Pony
- Country: Lacy J. Dalton voor Hard Times
- Instrumentaal: Bob James voor All Around The Town
- Single van het jaar: Randy Crawford voor One Day I'll Fly Away
- Jazz: Jimmy Raney & Doug Raney voor Duets
- Extra: Konstantin Wecker voor Wer Nicht Geniesst ist Ungeniessbar

Nationaal
- Vocaal (Buitenlands): Ann Burton voor New York State of Mind
- Vocaal (Buitenlands): Lori Spee voor Behind Those Eyes
- Cabaret/Theater: Freek de Jonge voor De Komiek
- Instrumentaal: Dick Schallies voor Dialogue
- Jeugd: Flory Anstadt (producer) voor Kinderen voor Kinderen
- Vocaal (Nederlands): Frans Boelen & het Taalstraat Ensemble voor Ik Heb U Lief, Mijn Nederlands
- Vocaal (Nederlands): Bram Vermeulen voor Doe Het Niet Alleen
- Pop: Danny Lademacher voor Lademachers Innersleeve
- Single van het jaar: Sandy Coast voor The Eyes of Jenny
- Extra: Harry Coster en Herman Openneer voor 50 Jaar Decca

1960 · 1961 · 1962 · 1963 · 1964 · 1965 · 1966 · 1967 · 1968 · 1969 · 1970 · 1971 · 1972 · 1973 · 1974 · 1975 · 1976 · 1977 · 1978 · 1979 · 1980 · 1981 · 1982 · 1983 · 1984 · 1985 · 1986 · 1987 · 1988 · 1989 · 1990 · 1991 · 1992 · 1993 · 1994 · 1995 · 1996 · 1997 · 1998 · 1999 · 2000 · 2001 · 2002 · 2003 · 2004 · 2005 · 2006 · 2007 · 2008 · 2009 · 2010 · 2011 · 2012 · 2013 · 2014 · 2015 · 2016 · 2017 · 2018 · 2019 · 2020 · 2021 · 2022 · 2023 · 2024